# Acidovorax valerianellae
Acidovorax valerianellae es una bacteria gramnegativa del género Acidovorax. Fue descrita en el año 2003. Su etimología hace referencia al género de plantas Valerianella. Es aerobia y móvil por flagelo polar. Forma colonias circulares, ligeramente elevadas y blancas tras 4 días de incubación en agar YBGA. Temperatura óptima de crecimiento de 25 °C. Catalasa y oxidasa positivas. Se ha aislado de hojas enfermas de canónigos (Valerianella locusta), describiéndose como una especie patógena de plantas. La fuente de infección de las plantas suele ser a partir del suelo o de semillas contaminadas. También se ha detectado esta especie en plantas de melón (Citrillus lanatus).